# 猶他骨尾魚
猶他骨尾魚（学名：Gila atraria）为輻鰭魚綱鯉形目雅羅魚科的其中一種，分布於北美洲美國懷俄明州、愛達荷州間的蛇河上游、愛達荷州東南部、猶他州的邦納維爾湖(Lake Bonneville)，並引進至密蘇里河上游及科羅拉多河流域，本魚體延長且側扁，眼大、鼻吻鈍，側線鱗45-65枚，體色多變，背部通常是金屬色或橄欖綠色，幾乎是黑色，有時帶有藍色陰影，而側面則是銀色、黃銅色或金色。 雄性具有更多的金色外觀，特別是在繁殖季節，通常包括沿著體上側有狹窄金色條紋，魚鰭的顏色包括暗橄欖色、黃色和金色背鰭軟條9枚、臀鰭軟條8-9枚，體長可達56公分，體重可達1.5公斤，棲息在河川源頭、湖泊沙底質且有植被生長的靜水區，屬雜食性，以植物、甲殼類、蝸牛、昆蟲、小魚及魚卵為食，繁殖期在春末、夏季。

## 外部連結
- . ITIS.   [18 April 2006].
- William F. Sigler and John W. Sigler, Fishes of the Great Basin (Reno: University of Nevada Press, 1987), pp. 163–166
- Froese, R. & Pauly, D. (eds.) (2006). Gila atraria. FishBase. Version 2006-03.
- Montana Animal Field Guide （页面存档备份，存于） - Utah Chub Detailed Information